# Nancy Elizabeth Prophet
Nancy Elizabeth Prophet, née le 19 mars 1890 à Warwick (Rhode Island), morte en 1960, est une sculptrice américaine.
Elle était à la fois de descendance afro-américaine et amérindienne (du peuple des Narragansetts) et participa au mouvement de la Renaissance de Harlem. Elle étudia les arts plastiques et s'installa à Paris de 1922 à 1932. Elle exposa plusieurs de ses œuvres à New York. Elle fut de nombreuses fois en butte à la discrimination et termina sa vie comme domestique.

## Expositions
- 1924-27 : Salon de peinture et de sculpture
- 1931-32 : Salon d’automne
- années 1930 : William E. Harmon Foundation, Whitney Sculpture Biennial
- 1945 : Providence Public Library
- 1978 : Four from Providence, Bannister Gallery of Rhode Island College
- 2024 : exposition monographique au musée du design de Rhode-Island https://risdmuseum.org/exhibitions-events/exhibitions/nancy-elizabeth-prophet